# Kaytranada
Kaytranada, vlastním jménem Louis Kevin Celestin, (* 25. srpna 1992 Port-au-Prince) je haitsko-kanadský diskžokej a hudební producent.
Narodil se na Haiti, ale brzy po narození se s rodinou odstěhoval do Montréalu. Dýdžejování se začal věnovat ve čtrnácti letech a poté, v patnácti, začal tvořit vlastní hudbu. Zpočátku vystupoval pod přezdívkou Kaytradamus a své první nahrávky vydal v dubnu 2010 pod názvem Kaytra da Mouse. Následovala řada dalších mixtapů a jiných nahrávek, až v roce 2016 vydal na značce XL Recordings svou první dlouhohrající desku 99.9%, za kterou získal cenu Polaris Music Prize. Jeho druhé album Bubba vydala v roce 2019 společnost RCA Records (i za něj získal nominaci na Polaris Music Prize, tentokrát neúspěšnou). Jako producent spolupracoval například s duem Mobb Deep a rapperem Freddiem Gibbsem. Jeho mladší bratr Lou Phelps (vl. jm. Louis-Philippe Celestin) se rovněž věnuje hudbě, společně vystupují pod názvem The Celestics.
Je gay.